# ジャン・ルイ・ボニエ
ジャン・ルイ・ボニエ（Jean Louis Bonnier/J.L. Bonnier、1963年〈昭和38年〉 - ）は、オランダの経営者。2015年から2025年まで、合同会社ユー・エス・ジェイの最高経営責任者（CEO）を務めていた。

## 来歴
- 1963年 - 5人兄弟の長男としてオランダで生まれる。
- 1984年 - 21歳のとき急遽、両親が他界。この時、末っ子は12歳であったため、大学を1年休学し生活を立て直した。
- 1987年 - オランダのデルフト工科大学で土木工学修士を取得し卒業。
- 同年 - オランダの徴兵制度によりオランダ軍に入隊。小隊長となる。
- 1991年 - エラスムス大学ロッテルダム経営大学院でMBA（経営学修士）を取得し卒業。
- 同年7月 - ゼネラル・エレクトリック・プラスチックに入社し、財務業務を担当。
- 1999年4月 - アメリカ合衆国大手メディアのNBCに財務計画及び分析担当として入社。
- 2002年1月 - 同社はヴィヴェンディ・ユニバーサルへ。ボニエ氏は財務計画分析担副社長となる。
- 2005年3月 - NBCユニバーサル傘下のテーマパーク事業部であるユニバーサル・パークス&リゾーツ（現：ユニバーサル・デスティネーションズ&エクスペリエンシズ）の上級副社長・最高財務責任者（CFO）に就任。
- 2015年11月13日 - NBCユニバーサルの親会社であるコムキャストがユー・エス・ジェイ（USJ）の株式の51％を15億ドル（当時で約1840億円）で取得して子会社化したと同時に最高経営責任者（CEO）に就任。
- 2025年3月14日 - 同年6月1日付でUSJのCEOを退任。親会社であるユニバーサル・ディスティネーション&エクスペリエンスの社長兼COO（環太平洋地域担当）へと9月1日付で昇格と発表された。